# Richard Barbieri
Richard Barbieri (* 30. listopadu 1957, Londýn, Anglie) je anglický skladatel a hráč na klávesové nástroje. Zpočátku byl ve Spojeném království známý díky účinkování v kapele Japan (v letech 1989 až 1990 Rain Tree Crow), ale od roku 1993 je známější jako člen progresivní rockové formace Porcupine Tree.

## Hudební kariéra
Barbieri začal svou kariéru hudebníka v roce 1974 hraním v kapele Japan. Vzorem pro kapelu Japan v době jejich vzniku byly glamrockoví umělci jako New York Dolls, Roxy Music a David Bowie. V průběhu roku tato skupina podepsala nahrávací smlouvu s vydavatelem Hansa / Ariola. Jejich debut, album Adolescent Sex, se v britských hudebních časopisech setkal s ostrou kritikou. Podobný osud stihl i ostatní projekty vydané u tohoto vydavatele.
Koncem sedmdesátých let kapela podepsala smlouvu s vydavatelstvím Virgin Records, které vydalo jejich poslední studiová alba, Gentlemen Take Polaroids (1980) a Tin Drum (1981). Poslední z nich, Tin Drum, se dostalo do britských žebříčků a udrželo se tam celý rok. Bylo to v časech, kdy se do módy dostával novoromantismus, který podobně jako glam rock dával důraz na vzhled, ale hudba byla založena na zvuku syntezátorů. Skupina Japan se stala jedním z průkopníků Post-punku, nové vlny a synthpopu. Hráči na klávesové nástroje, experimentální přístupy a programovaná hudba v době rozmachu těchto žánrů začali nabírat na své důležitosti. Při recenzích alba Tin Drum byly vyzdvihovány výkony Richarda Barbieriho, ale i ostatních členů kapely. Rok po tomto úspěchu, prakticky na vrcholu slávy po světovém turné, se skupina Japan rozpadla.
Od roku 1983 se stal Barbieri víceméně studiovým hudebníkem, který spolupracoval na několika projektech. Těsně po rozpadu skupiny Japan spolupracoval na sólových projektech spoluhráče Davida Sylviana a v roce 1986 na jeho koncertním turné Praise of Shamans. Souběžně s těmito projekty nahrával i s dalšími hudebníky, jako byli Holger Czukay, Rjúiči Sakamoto a Robert Fripp. V roce 1987 spolupracoval s dalším bývalým kolegou ze skupiny Japan, Stevem Jansenem, s nímž vyprodukoval šest studiových alb.
Koncem roku 1989 se kapela Japan bez kytaristy Roba Deana znovu spojila pod novým názvem Rain Tree Crow, pod kterým nahráli i nové album pro hudební vydavatelství Virgin Records. Žánrově se toto jejich nové společné dílo pohybovalo někde mezi popem, art rockem, jazzem, ambientní hudbou a world music. Na nahrávání alba se ještě zúčastnil kytarista Bill Nelson. Album Rain Tree Crow se v roce 1991 dostalo do hudebních žebříčků a bylo uznáváno i hudební kritikou. Přesto byl projekt Rain Tree Crow krátkodobou záležitostí. Členové kapely Jansen, Barbieri a Karn se ale i po jeho ukončení několikrát sešli v nahrávacím studiu aby nahráli společný projekt, někdy i pod značkou „JBK“. Jednou z následujících prací této sestavy byla spolupráce s art-popovou skupinou No-Man. Spojili se s ní na koncertním turné v roce 1992 a při nahrávání alba Loveblows & Lovecries či EP Painting Paradise a Sweetheart Raw. Tato spolupráce byla zároveň první, která vznikla mezi Barbierim a Stevenem Wilsonem, spolu s nímž později účinkoval v Porcupine Tree.
V roce 1993 si Barbieri, Jansen a Karn založili hudební vydavatelství Medium Productions. Během jejich desetiletého fungování vydali třináct různých alb, z nichž byly nejvýznamnější projekty Changing Hands od tria Jansen, Barbieri a DJ Takemura, v roce 1994 nahrávka s Timem Bownessem (z No-Man) s názvem Flame' nebo v roce 1996 spolupráce Richarda Barbieriho s jeho manželkou Suzanne J. Barbieri na projektu Indigo Falls
Koncem roku 1993 se Barbieri účastnil projektu Porcupine Tree jako host při nahrávání alba Up the Downstair. Skupina později nahrála několik úspěšných alb a získala celosvětové renomé představitele progresivního či psychedelického rocku, později i progresivního metalu. První velký komerční úspěch kapela dosáhla s albem In Absentia, kterého se jen v Evropě prodalo více než 120 000 nosičů. Prodejnost následujících projektů Porcupine Tree, Deadwing, Fear of a Blank Planet, The Incident pak už jen narůstala v celosvětovém měřítku.
V roce 2011 Barbieri spolupracoval spolu s frontmanem kapely Marillion Stevem Hogarthem na jeho sólovém projektu Not the Weapon But the Hand. Album vydalo vydavatelství Kscope Records v únoru 2012.
Kromě nahrávání a koncertů Barbieri píše články pro několik publikací, komponuje hudbu pro filmy, programuje hudbu pro softwary a výrobce syntezátorů. Je častým hostem na vystoupeních elektronické improvizační skupiny The Bays. Příležitostně vypomáhá jako hráč na klávesy na vystoupeních Stevea Hogartha, zpěváka kapely Marillion. Hraje na jeho koncertním albu Live Body, Live Spirit z roku 2002. Dvakrát také účinkoval v programu Radio One moderátora Johna Peela.